# اسکات استوارد
اسکات استوارد (انگلیسی: Scott Steward؛ زادهٔ ۱۳ ژوئن ۱۹۶۵) دوچرخه‌سوار اهل استرالیا است. وی در بازی‌های المپیک تابستانی ۱۹۸۸ شرکت کرده است.